# Hilary A. Herbert
Pour les articles homonymes, voir Herbert.
Hilary Abner Herbert, né le 12 mars 1834 à Laurens (Caroline du Sud) et mort le 6 mars 1919 à Tampa (Floride), est un homme politique américain. Membre du Parti démocrate, il est représentant de l'Alabama entre 1877 et 1893 puis secrétaire à la Marine entre 1893 et 1897 dans la seconde administration du président Grover Cleveland.

## Postérité
Il donne son nom au navire USS Herbert (DD-160) (en).

## Source
- (en) Cet article est partiellement ou en totalité issu de l’article de Wikipédia en anglais intitulé « Hilary A. Herbert » (voir la liste des auteurs).
- Ressource relative à la vie publique :   - Biographical Directory of the United States Congress
- Ressource relative à la musique :   - Carnegie Hall
- Notice dans un dictionnaire ou une encyclopédie généraliste :   - American National Biography
- Notices d'autorité :   - VIAF
  - ISNI
  - BnF (données)
  - LCCN
  - GND
  - Belgique
  - Pays-Bas
  - Israël
  - Portugal
  - WorldCat